# Прилог
Прилог (рум. Prilog) — село у повіті Сату-Маре в Румунії. Входить до складу комуни Орашу-Ноу.
Село розташоване на відстані 435 км на північний захід від Бухареста, 33 км на схід від Сату-Маре, 121 км на північ від Клуж-Напоки.

## Населення
За даними перепису населення 2002 року у селі проживали 676 осіб, усі — румуни. Усі жителі села рідною мовою назвали румунську.